# NGC 2365
NGC 2365 je galaksija u zviježđu Blizancima.

## Vanjske poveznice
- SEDS: NGC 2365